# 刘锡金
刘锡金，陝西朝邑縣人，清朝政治人物。
同治二年（1863年）癸亥恩科進士。歷官監察御史。光绪十六年（1890年）任福建邵武府知府。